# Меномини (окръг, Мичиган)
Окръг Меномони (на английски: Menominee County) е окръг в щата Мичиган, Съединени американски щати. Площта му е 3465 km², а населението – 25 326 души (2000). Административен център е град Меномини.